# Dan Winter
Dan Winter – niemiecki producent muzyki elektronicznej Hands Up!, obecnie wydaje w wytwórni Zooland Records. 
Jego najbardziej znane produkcje to m.in. Don`t stop push it now, Get this party started czy Fading like a flower. Znany jest również ze współpracy z DJ-em Manianem.